# Discografia de Mandy Moore

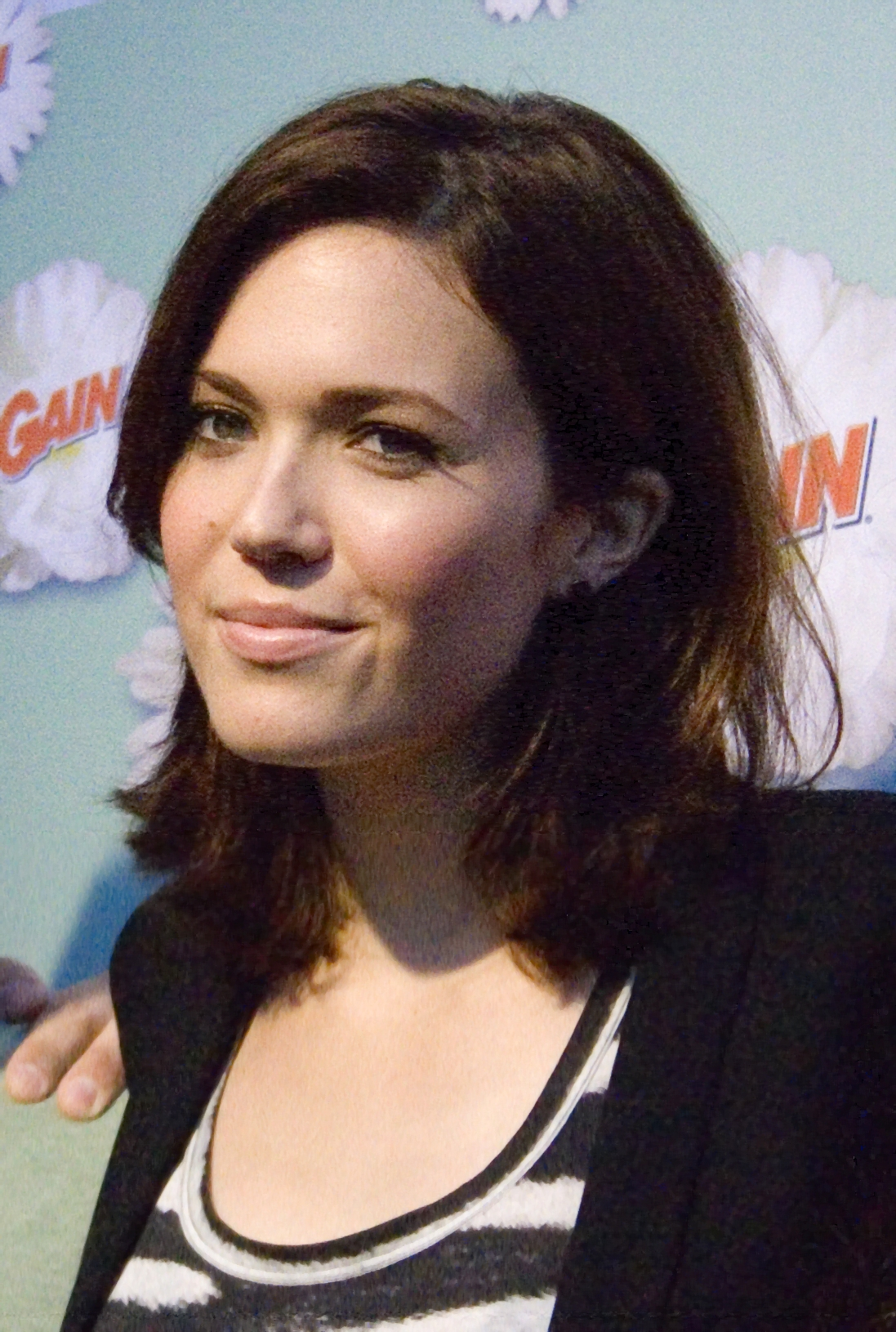
Mandy Moore, cantora e atriz.

Esta é a discografia de álbuns, singles, coletâneas e trilhas sonoras, lançadas pela cantora e atriz estadunidense de Pop e Folk, Mandy Moore.

## Álbuns

### Álbuns em Estúdio
| Ano  | Título              | Posição em "Charts" | Posição em "Charts" | Posição em "Charts" | Posição em "Charts" | Posição em "Charts" | Informações                             | Vendas mundiais |
| Ano  | Título              | EUA                 | AUS                 | NZ                  | UK                  | JAP                 | Informações                             | Vendas mundiais |
| ---- | ------------------- | ------------------- | ------------------- | ------------------- | ------------------- | ------------------- | --------------------------------------- | --------------- |
| 1999 | So Real             | 31                  | —                   | —                   | —                   | —                   | Lançamento limitado.                    | 3,000,000       |
| 2000 | I Wanna Be with You | 21                  | 55                  | 6                   | 52                  | 49                  | Novas músicas com Remixes do "So Real". | 2,500,000       |
| 2001 | Mandy Moore         | 35                  | 37                  | 39                  | —                   | —                   |                                         | 2,000,000       |
| 2003 | Coverage            | 14                  | 97                  | —                   | —                   | —                   | Álbum de covers.                        | 1,500,000       |
| 2007 | Wild Hope           | 30                  | —                   | —                   | —                   | —                   | Primeiro álbum inteiramente Co-escrito. | 600,000         |
| 2009 | Amanda Leigh        | 25                  | —                   | —                   | —                   | —                   |                                         | 505,000         |
| 2020 | Silver Landings     | 134                 | —                   | —                   | —                   | —                   |                                         |                 |

### Coletâneas
| Ano  | Título                  | Posição em charts | Posição em charts | Posição em charts | Posição em charts | Informações                | Vendas mundiais |
| Ano  | Título                  | EUA               | AUS               | NZ                | UK                | Informações                | Vendas mundiais |
| ---- | ----------------------- | ----------------- | ----------------- | ----------------- | ----------------- | -------------------------- | --------------- |
| 2004 | The Best of Mandy Moore | 148               | -                 | -                 | -                 | Lançamento limitado.       | 200,000         |
| 2005 | Candy                   | -                 | -                 | -                 | -                 | Apenas nos Estados Unidos. | 100,000 (EUA)   |

## Singles
| Ano  | Single                                         | EUA | UK | AUS | NZ | FIL | Álbum                                       |
| ---- | ---------------------------------------------- | --- | -- | --- | -- | --- | ------------------------------------------- |
| 1999 | "Candy"                                        | 41  | 6  | 2   | 10 | 3   | So Real                                     |
| 1999 | "Walk Me Home"                                 | —   | —  | —   | —  | 4   | So Real                                     |
| 2000 | "So Real"                                      | —   | —  | 21  | —  | 13  | So Real                                     |
| 2000 | "I Wanna Be with You"                          | 24  | 21 | 13  | —  | 1   | I Wanna Be with You                         |
| 2001 | "In My Pocket"                                 | 102 | —  | 11  | —  | 7   | Mandy Moore                                 |
| 2001 | "Crush"                                        | 119 | —  | 25  | —  | 1   | Mandy Moore                                 |
| 2002 | "Cry"                                          | 125 | —  | —   | —  | 1   | Mandy Moore / A Walk to Remember Soundtrack |
| 2002 | "Only Hope"                                    | —   | —  | —   | —  | —   | A Walk to Remember Soundtrack               |
| 2003 | "Have a Little Faith in Me"                    | —   | —  | —   | —  | 1   | Coverage                                    |
| 2003 | "Drop the Pilot"                               | —   | —  | —   | —  | 13  | Coverage                                    |
| 2004 | "Senses Working Overtime"                      | —   | —  | —   | —  | —   | Coverage                                    |
| 2007 | "Extraordinary"                                | 102 | —  | —   | —  | —   | Wild Hope                                   |
| 2007 | "Nothing That You Are"                         | —   | —  | —   | —  | —   | Wild Hope                                   |
| 2009 | "I Could Break Your Heart Any Day of the Week" | —   | —  | —   | —  | —   | Amanda Leigh                                |
| 2009 | "Fern Dell"                                    | —   | —  | —   | —  | —   | Amanda Leigh                                |